# Municipio de Leaf Lake
El municipio de Leaf Lake (en inglés: Leaf Lake Township) es un municipio ubicado en el condado de Otter Tail en el estado estadounidense de Minnesota. En el año 2010 tenía una población de 560 habitantes y una densidad poblacional de 6,08 personas por km².

## Geografía
El municipio de Leaf Lake se encuentra ubicado en las coordenadas 46°24′43″N 95°28′14″O / 46.41194, -95.47056. Según la Oficina del Censo de los Estados Unidos, el municipio tiene una superficie total de 92.17 km², de la cual 84,7 km² corresponden a tierra firme y (8,1 %) 7,47 km² es agua.

## Demografía
Según el censo de 2010, había 560 personas residiendo en el municipio de Leaf Lake. La densidad de población era de 6,08 hab./km². De los 560 habitantes, el municipio de Leaf Lake estaba compuesto por el 99,46 % blancos, el 0,18 % eran afroamericanos, el 0,36 % eran de otras razas. Del total de la población el 0,54 % eran hispanos o latinos de cualquier raza.